# Quarentinha
Waldir Cardoso Lebrêgo, más conocido como Quarentinha fue un futbolista profesional de Brasil que jugó como delantero.
Es recordado al ser el máximo goleador histórico del Botafogo de Brasil con 308 goles, y en Colombia tuvo un paso destacado como uno de los extranjeros con más goles marcados en el país. En su estilo de juego se destacaba por el manejo de su perfil zurdo.

## Carrera
Quarentinha debutó en el Paysandu con 17 años de edad en 1950, después jugó en Vitoria y Botafogo en dos etapas. Posteriormente, jugó en Colombia donde se convirtió en uno de los brasileños con mayor cantidad de goles marcados con un total de 63 tantos en cuatro clubes.

## Fallecimiento
A sus 62 años, Quarentinha falleció de una insuficiencia cardiaca en Río de Janeiro.

## Clubes
| Club            | País     | Año       |
| --------------- | -------- | --------- |
| Paysandu        | Brasil   | 1950-1953 |
| Vitória         | Brasil   | 1953-1954 |
| Botafogo        | Brasil   | 1954-1956 |
| Bonsucesso      | Brasil   | 1956      |
| Botafogo        | Brasil   | 1956-1965 |
| América de Cali | Colombia | 1965      |
| Unión Magdalena | Colombia | 1966      |
| Deportivo Cali  | Colombia | 1967      |
| Atlético Junior | Colombia | 1968      |